# 酒井充子
酒井 充子（さかい あつこ、1969年 - ）は、日本のドキュメンタリー映画監督。
山口県周南市出身。周南市立熊毛中学校、山口県立徳山高等学校を経て、慶應義塾大学法学部政治学科を卒業。エンジニアリング会社で営業職として3年間勤務した後、北海道新聞社の記者を経て、2000年からドキュメンタリー映画、劇映画の制作、宣伝に関わる一方で台湾取材を開始する。小林茂監督のドキュメンタリー映画『わたしの季節』（2004年）に取材スタッフとして参加し、台湾の日本語世代に取材した初監督作品『台湾人生』（2009年）でドキュメンタリー映画監督デビューした。
台湾の人々を映した『台湾人生』『台湾アイデンティティー』『台湾萬歳』は「台湾三部作」と呼ばれる。
徳山高校時代は、学業のみならず、県内屈指の強豪 女子ハンドボール部でも活躍。未経験ながら入部したのは「超体育会な練習に魅了されたから」とのこと。日々厳しい練習を積み重ね3年時にはレギュラーとして県大会ベスト4に貢献。「徳山高校 女子ハンドボール部で日々厳しい鍛錬をやり抜いたことが、ドキュメンタリー製作でも頑張れる私の原点になっている」と 本人も語っている。

## 著書
- 台湾人生 文藝春秋 2010/4/12 のち、光文社知恵の森文庫

## 監督映画
- 台湾人生 2009年公開
- 空を拓く 建築家・郭茂林という男 2013年公開
- 台湾アイデンティティー 2013年公開
- ふたつの祖国、ひとつの愛 イ・ジュンソプの妻 2014年公開
- 台湾萬歳 2017年公開